# Avión presidencial del Perú

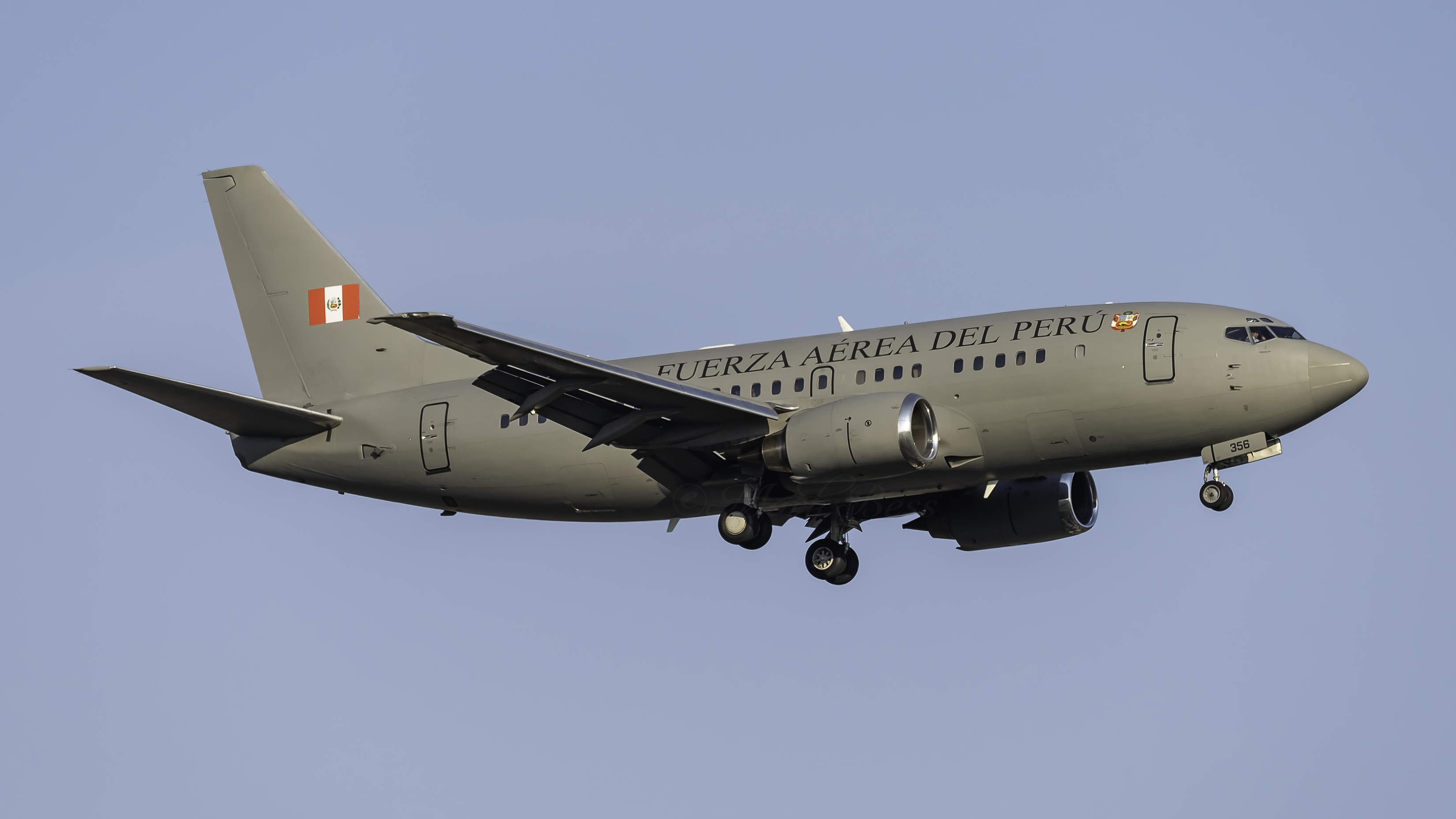
El avión presidencial aterrizando en el aeropuerto JFK.

El avión en el que se transporta el Presidente del Perú es un Boeing 737-528 con matrícula FAP-356 manejado con carácter militar por pilotos de la Fuerza Aérea del Perú. El avión presidencial (apelativo común) tiene como base el Grupo Aéreo N° 8, en Lima, capital del país.[cita requerida]

## Historia

### Antecedentes
La primera nave en ser usada como avión presidencial, fue un Douglas DC-6 usada en la década de 1950, para 1964 se adquirió un Boeing 707 que era usado para vuelos de larga distancia, para vuelos de corto alcance se usaba un Fokker F28, un avión que pasó a la historia por haber transportado a varias ciudades peruanas a Juan Pablo II cuando arribó al país en 1988; ambas naves fueron dadas de baja en los 90, el 707 fue utilizado como avión de carga de la Fuerza Aérea.

### Boeing 737-528
La nave actual fue adquirida en 1994 durante el gobierno de Alberto Fujimori, sin embargo también ha transportado en diversas ocasiones a los presidentes Valentín Paniagua, Alejandro Toledo, Alan García y Ollanta Humala, la nave funciona habiendo sido modificada previamente para vuelos de mediano alcance, ya que el mandatario necesita siempre llegar a países de diversos continentes, durante sus giras.
En el 2003, el presidente Toledo intentó adquirir a la Federación Rusa un helicóptero MI-17 para utilizarlo como transporte presidencial adjunto, pero el generalizado rechazo de la opinión pública le hizo desistir de su intención. Fue en ese periodo que los oficiales de la Casa de Pizarro, fueron protagonistas de un escándalo cuando la comitiva presidencial estaba de gira en España, ya que varios de ellos regresaron del viaje en estado de ebriedad, por lo que la prensa motejó a la nave como "avión parrandero".
El presidente García planificó su venta en 2007 durante su segunda administración, debido al escándalo del anterior gobierno, pero la operación se suspendió en dos oportunidades debido al poco interés puesto, las críticas que recibía y por la indiferencia de la opinión pública peruana[cita requerida] y el mismo García lo volvió a utilizar en viajes y giras oficiales, como la gira del mismo a los Estados Unidos en 2010.[cita requerida]
Esta nave tuvo como colores principales el rojo y el blanco, los colores nacionales presentes en la bandera peruana, hasta que en 2012 el gobierno de Ollanta Humala los cambió a un sencillo color blanco en casi todo el avión, con doble línea roja en las bandas laterales y el empenaje de la cola color rojo con el logo de Marca Perú en líneas blancas. Dos años después, el avión presidencial fue pintado con un color gris estándar baja visibilidad de superioridad aérea.

## Descripción
Esta nave es austera, la misma prensa en sendos reportajes ha calificado al Avión Presidencial del Perú, como el avión presidencial «más austero de Latinoamérica» en comparación de aviones de transporte presidencial como los de México, Chile, Argentina, Venezuela o Brasil. Sin embargo, la nave tiene algunos accesorios de lujo en la Sección presidencial que se separa de las demás áreas con un grueso mamparo de fina madera de caoba y cuenta con cuatro asientos giratorios recubiertos de cuero de color marrón, más una mesa de trabajo extensible y un sofá-cama ubicado detrás, además el cuarto de baño de la misma cuenta con grifería de oro; la Sección de Invitados tiene doce asientos de primera clase recubiertos con una tela de cuero sintético de color azul oscuro con mesas individuales, en ocasiones esta sección es usada por los oficiales de la Casa de Pizarro o el personal de Estado que acompaña al presidente en sus giras, las otras dos secciones son las de prensa y seguridad que cuentan con comodidades básicas y controles para Internet, radio y televisión en sus asientos cubiertos con una tela de color rojo.[cita requerida]

## Usos
El Boeing 737-528 no solo ha funcionado como transporte presidencial o de miembros del gobierno de turno, sino que ha prestado servicio como puente aéreo en situaciones de emergencia para brindar apoyo y transporte de bienes de primera necesidad a la población civil durante desastres naturales.

## Galería

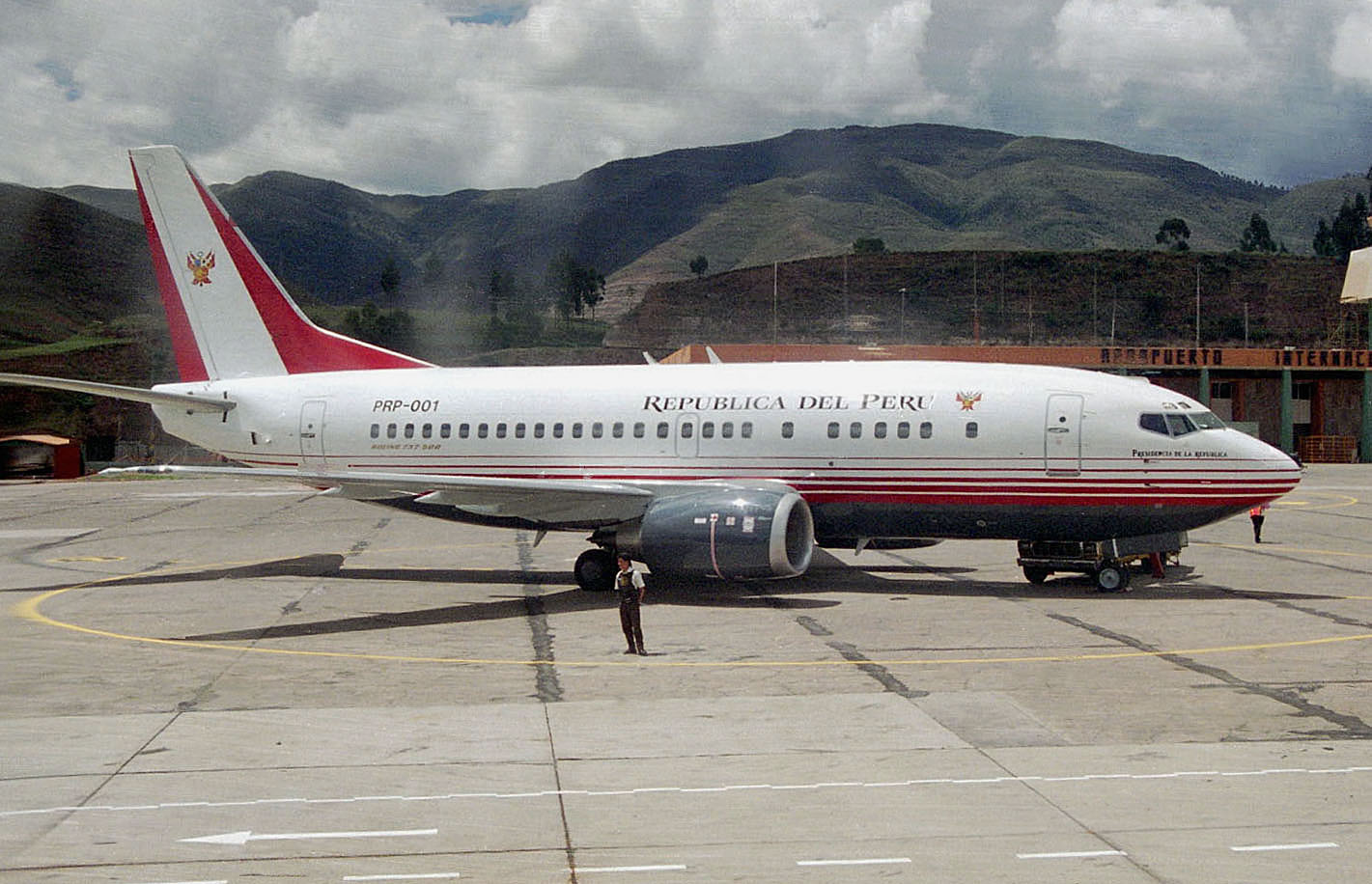
1997
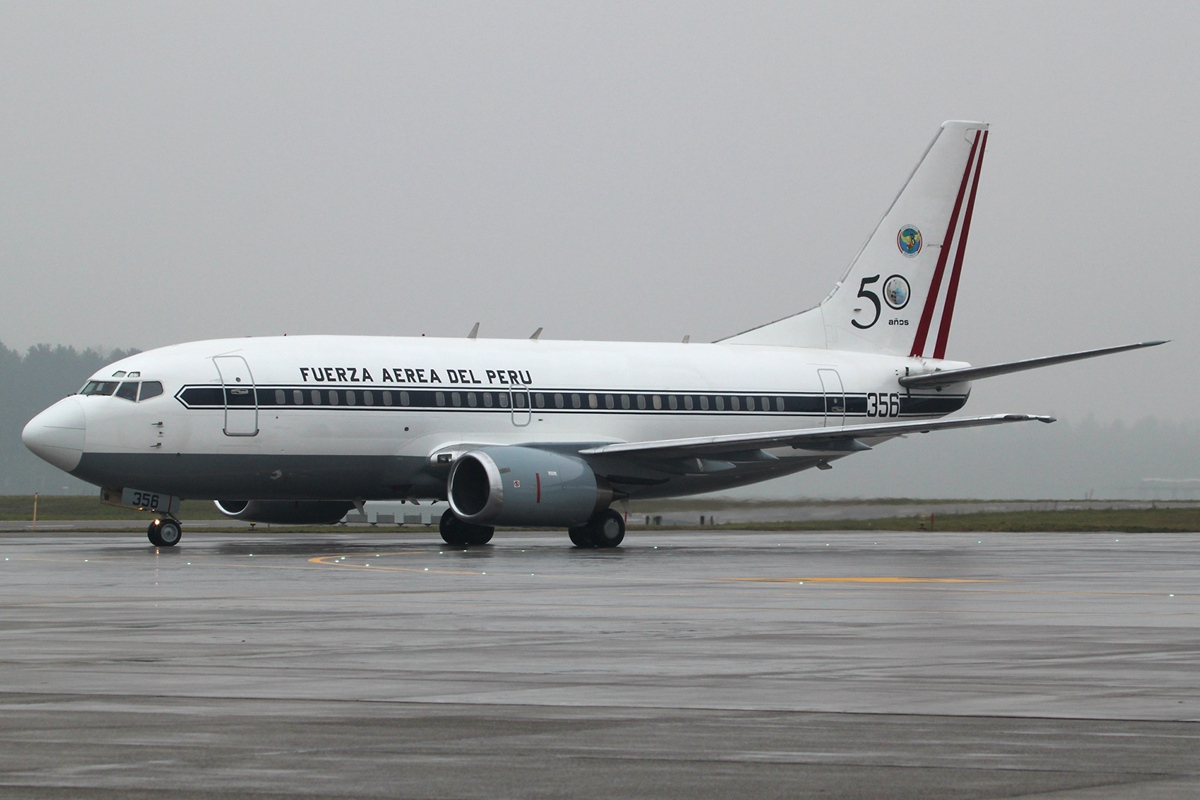
2012
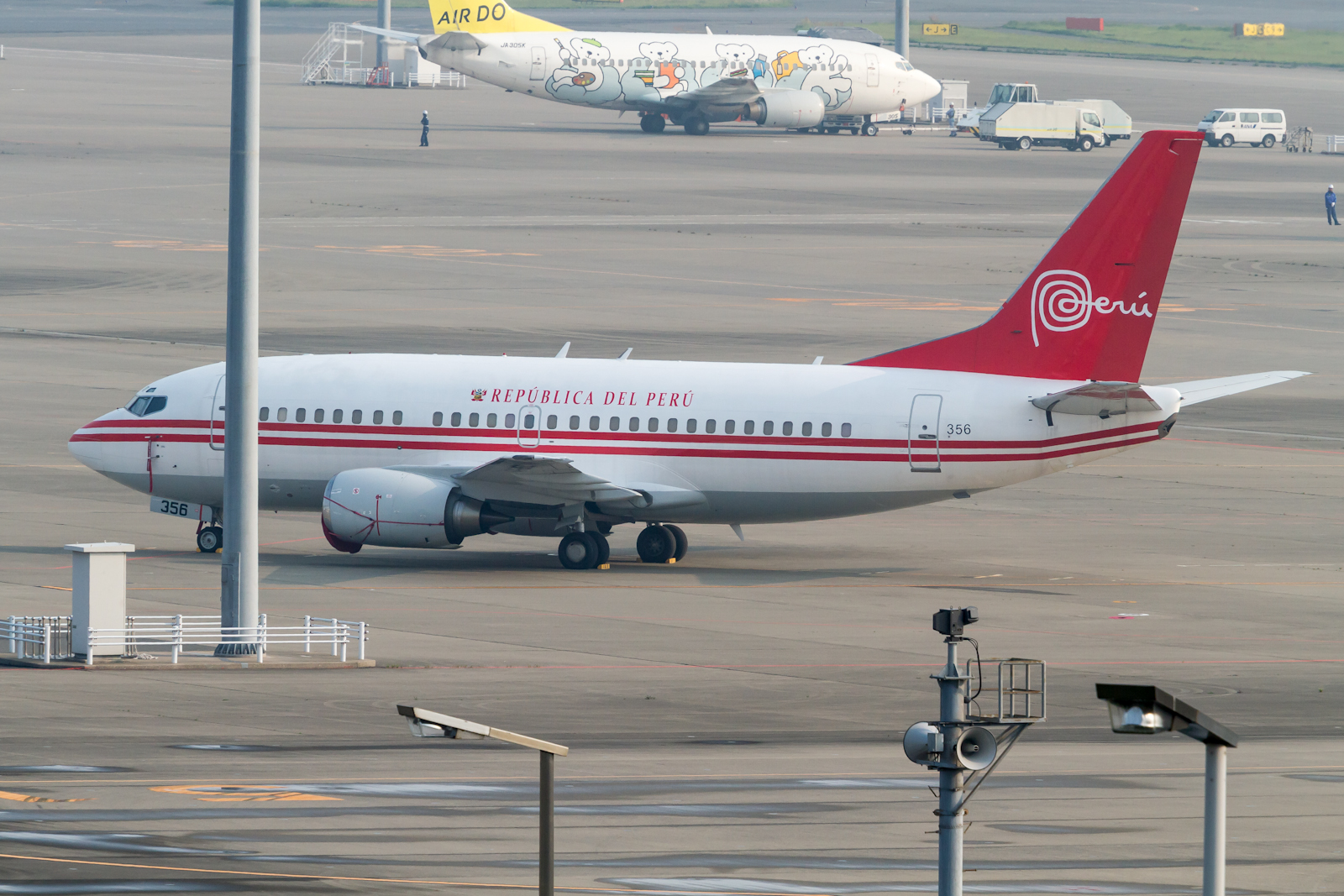
2012
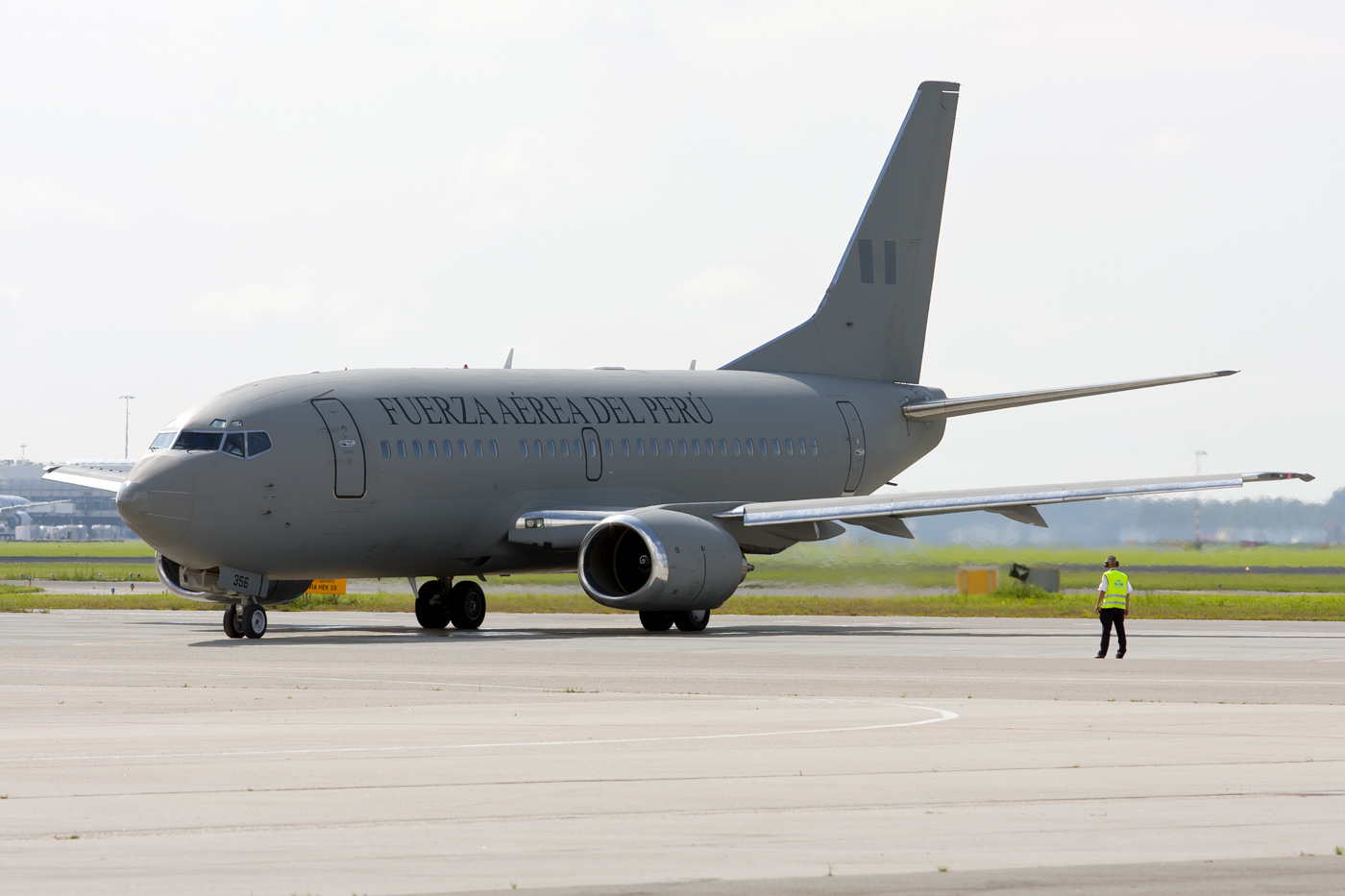
2014
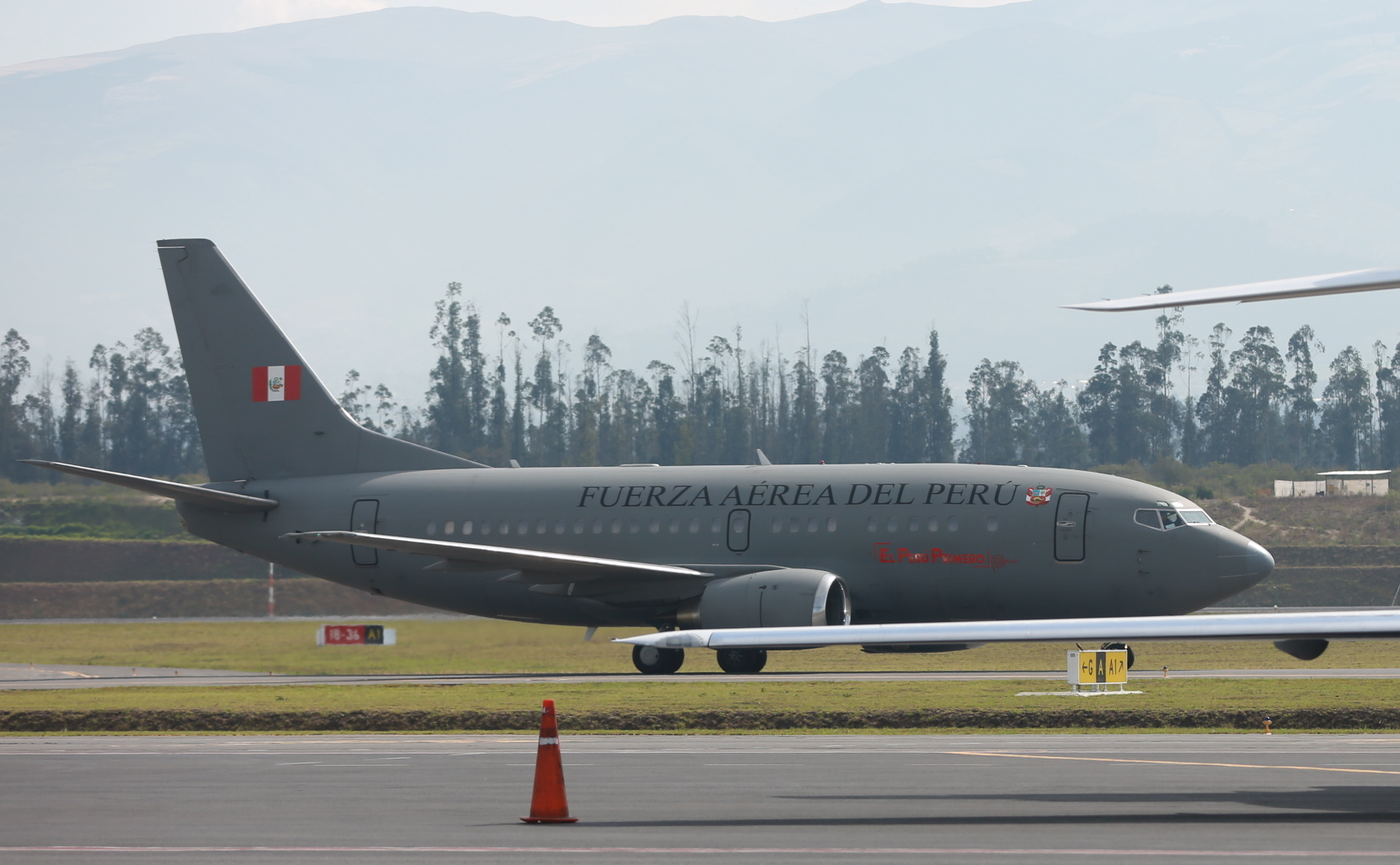
2018